# Brachybembras aschemeieri
Brachybembras aschemeieri är en fiskart som beskrevs av Fowler, 1938. Brachybembras aschemeieri ingår i släktet Brachybembras och familjen Bembridae. Inga underarter finns listade.